# اندرو ایلی
اندرو ایلی (انگلیسی: Andrew Ilie؛ زاده ۱۸ آوریل ۱۹۷۶) یک تنیس‌باز اهل استرالیا است.